# 革條鰍
革條鰍（學名：Nemacheilus corica）為輻鰭魚綱鯉形目條鰍科條鰍屬的其中一種。分布於亞洲巴基斯坦、阿富汗、印度、孟加拉及尼泊爾淡水流域，體長可達4.2公分，棲息在山區水質清澈、沙石底質河川底中層水域，生活習性不明。可做為觀賞魚，飼養時水族箱應該有一個不錯的流速和充氧，底下放置光滑的圓形鵝卵石和沙子或細粒礫石，並具有相當明亮的照明，以模擬發現它們的淺河床。

## 扩展阅读
維基物種上的相關：革條鰍